# Bupleurum brevicaule
Bupleurum brevicaule là một loài thực vật có hoa trong họ Hoa tán. Loài này được Schltdl. mô tả khoa học đầu tiên năm 1843.